# Acquisition de la responsabilité ministérielle
L'acquisition de la responsabilité ministérielle au Canada-Uni est l'octroi d'un gouvernement responsable dans la colonie britannique du Canada-Uni en 1848.
Cet octroi fut une étape importante dans l'accession à l'autonomie politique du Canada avec celle de La Nouvelle-Écosse qui, quelques semaines auparavant, était devenu la première colonie de l'Empire britannique à avoir un gouvernement responsable. Le Nouveau-Brunswick, la quatrième province fondatrice du Canada l'obtiendra en 1854.

## Mise en contexte historique

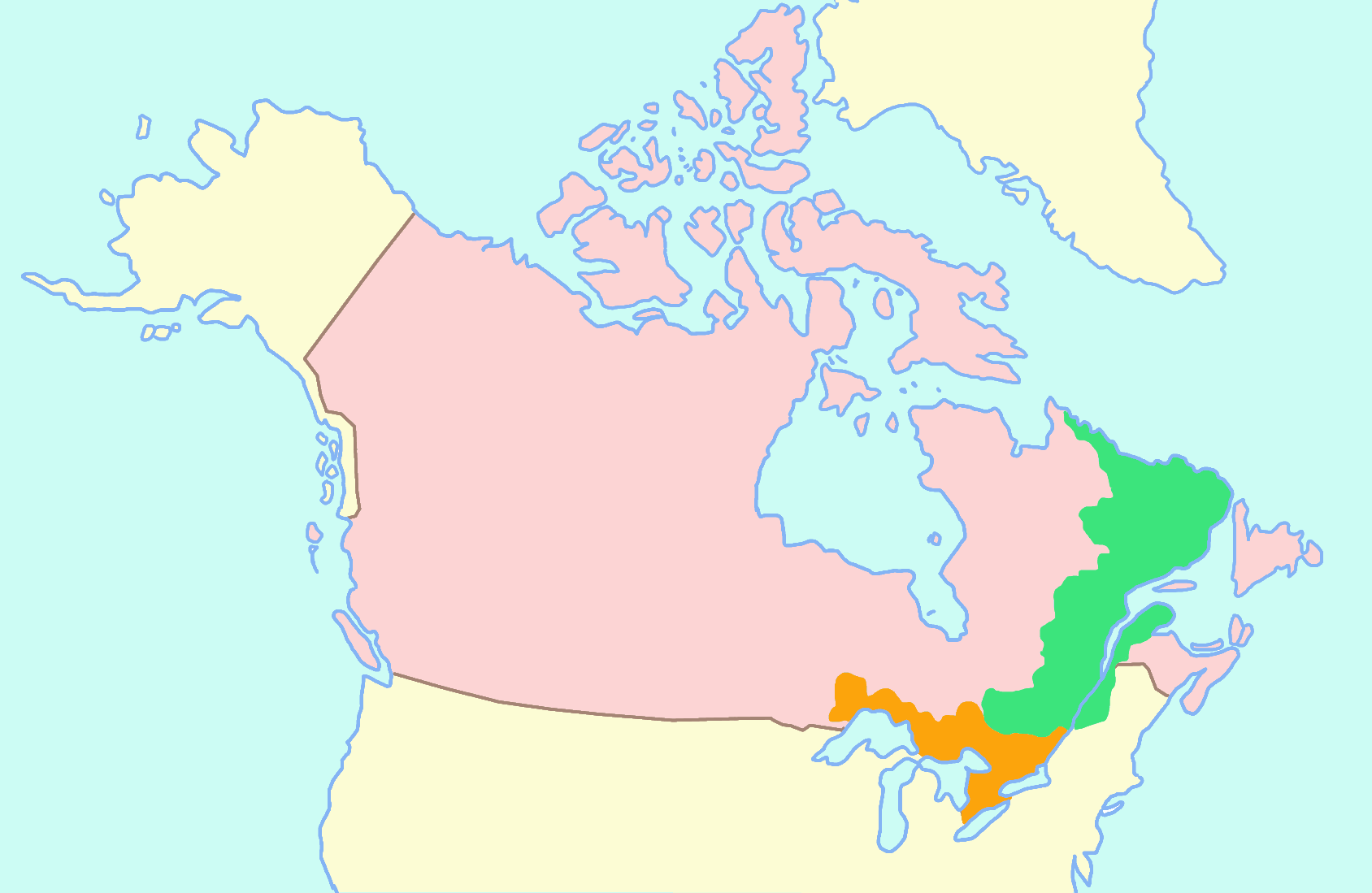
Le Bas-Canada (en vert) et le Haut-Canada (en orange) après l'Acte constitutionnel de 1791

La guerre de la Conquête (1754-1760) voit les troupes des Treize colonies défaire celles de la Nouvelle-France. La période du régime militaire britannique provisoire (1760-1763) en est une de statu quo entre les opposants Français et Anglais en Amérique. Le traité de Paris (février 1763) cède l'ensemble des possessions françaises d'Amérique à la couronne britannique, à l'exception des îles Saint-Pierre-et-Miquelon. La proclamation royale de 1763 met en place la première constitution de la province de Québec. L'Acte constitutionnel de 1791 la troisième constitution de la province de Québec, divise le territoire canadien en deux parties distinctes : le Bas-Canada et le Haut-Canada. Cette nouvelle constitution était devenue nécessaire après l'arrivée des Loyalistes en 1784. Les premières chambres d'assemblées sont aussi accordées dans les deux sections de la colonie. L'Acte d'Union, la quatrième constitution, unie les chambres d'assemblées du Bas et du Haut-Canada, mais la division des pouvoirs demeure similaire. C'est en 1848 que la couronne britannique accordera à la démocratie représentative du Canada-Uni un pouvoir concret.

## Le gouvernement non-responsable de 1840

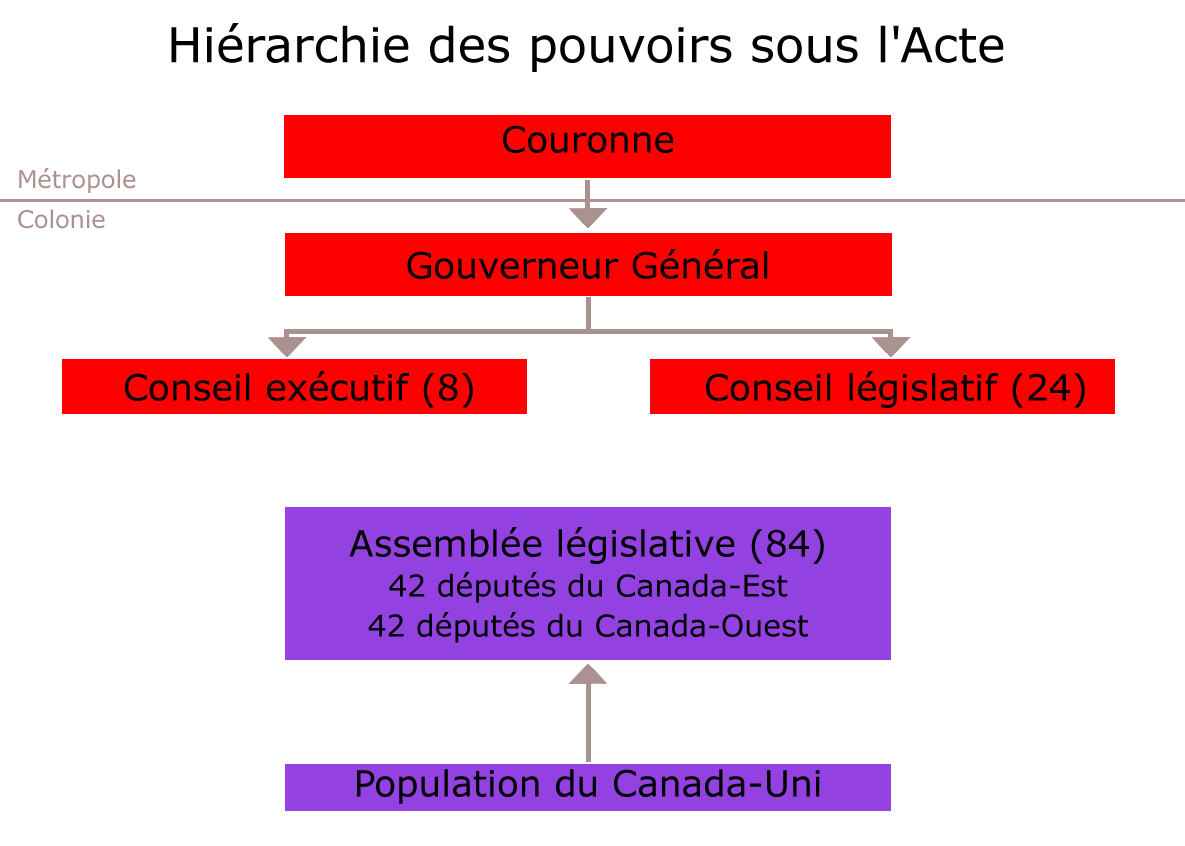

La Chambre d'assemblée sous l'Acte d'Union  «comprend un nombre égal de représentants du Canada-Ouest et du Canada-Est, soit 42».  La représentation de la Chambre d'assemblée n'est pas proportionnelle, car, bien que la population du Canada-Est soit plus élevée d'environ 200 000 personnes, le Canada-Est possède le même nombre de représentants à l'Assemblée. Les députés de la Chambre d'assemblée préparent, débattent et votent leurs projets de lois et ceux du conseil législatif. Ce sont aussi eux qui votent les taxes nécessaires à l'administration de la colonie et qui en contrôlent les revenus, toutefois sans droit de regard sur les salaires que se versent gouverneur et fonctionnaires. Les 24 membres du Conseil législatif sont choisis parmi les hauts fonctionnaires et les nobles canadiens par le gouverneur et nommés à vie par Londres. Ils sont donc sensibles aux intérêts du gouverneur et l'appuient généralement. Les 8 membres du Conseil exécutif sont aussi choisis par le gouverneur et nommés par Londres. Les membres jouent le rôle de ministre: ils aident le gouverneur à faire appliquer les lois et à administrer la colonie.  Le chef du gouvernement du Canada-Uni est le gouverneur général qui détient l'autorité suprême dans la colonie. En plus de choisir les membres des deux conseils, c'est lui qui convoque l'Assemblée et qui peut la dissoudre à sa guise. C'est aussi le gouverneur qui fait appliquer les lois, qui approuve ou rejette les projets de lois par son droit de véto. De plus, le parlement britannique peut refuser de sanctionner une loi votée dans sa colonie dans les deux ans suivant son adoption.

## Le processus d'octroi de la responsabilité ministérielle
Pour les Canadiens français du territoire maintenant désigné comme Canada-Est, l'Acte d'Union les place en minorité politique. La tentative d'assimilation de la métropole par cette constitution échouera car, dans les deux parties du Canada-Uni, un désir d'autonomie politique rassemblera les députés des deux origines ethniques. Ainsi, l'alliance des partis réformistes du Canada-Est et du Canada-Ouest, conduite par Louis-Hippolyte La Fontaine et Robert Baldwin, sera portée au pouvoir en 1842. Ce gouvernement de coalition fera de nombreuses pressions auprès du Gouverneur «afin qu'il accepte l'idée d'un gouvernement responsable canadien, seule institution capable de faire sortir le Canada de son mode de fonctionnement désuet». Lord Elgin, nommé Gouverneur général par Londres en 1847, était favorable au gouvernement responsable et travailla en ce sens avec l'alliance réformiste de Lafontaine et Baldwin. Au Royaume-Uni, le gouvernement libéral au pouvoir délaisse le protectionnisme économique en vigueur entre la métropole et ses colonies. En retirant sa protection économique, la métropole doit permettre aux colonies de déterminer elles-mêmes leur politique intérieure. Bref, c'est à cause des pressions politiques internes des réformistes et du contexte économique britannique que le Canada a pu obtenir un gouvernement responsable.

## Le gouvernement responsable de 1848

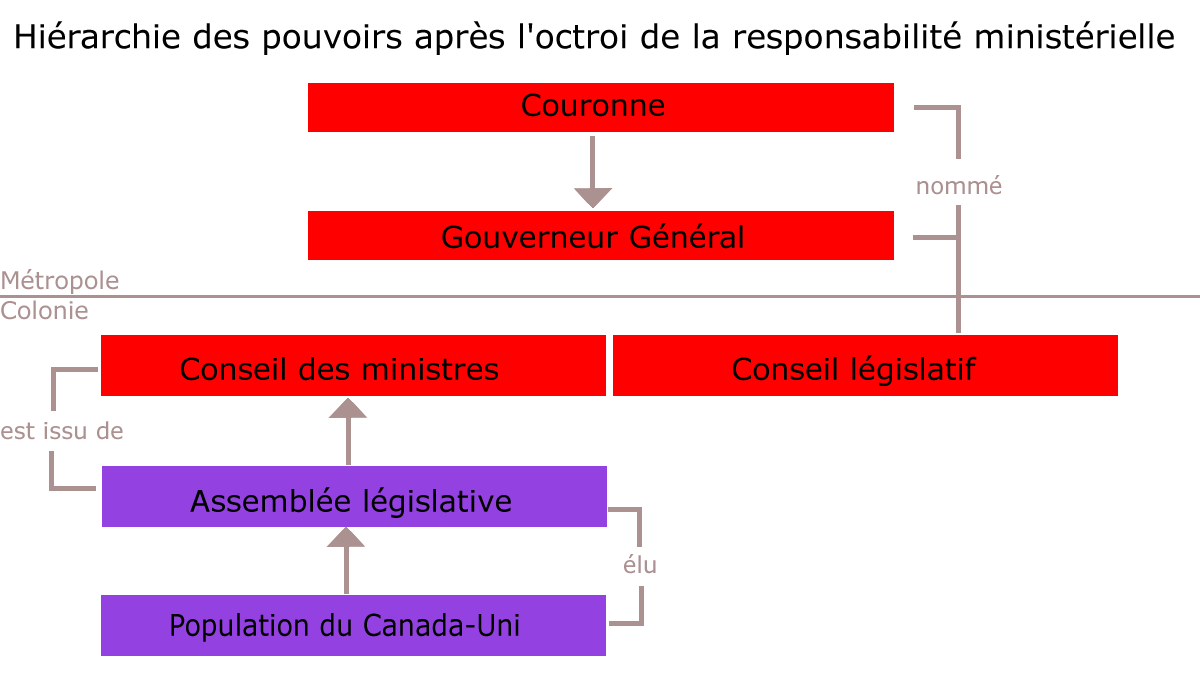

Dans le gouvernement responsable, les membres du conseil exécutif  (conseil des ministres) proviennent des députés élus du parti majoritaire à l'Assemblée. Ce sont les représentants du peuple qui font appliquer les lois préparées par la Chambre d'assemblée. Les lois  appliquées visent donc le bien général de la population plutôt que les intérêts du gouverneur. Le gouverneur conserve un droit de véto, mais celui-ci est symbolique et la métropole n'intervient plus dans les affaires internes de sa colonie.
L'exemple typique de ce refus d'utiliser le droit de véto pour un gouverneur est celui de Lord Elgin approuvant un projet de lois pour indemniser les Canadiens français ayant subi des pertes matérielles lors des rébellions du Bas-Canada de 1837-1838. Ce paiement d'indemnités avait déjà eu lieu pour les habitants du Canada-Ouest (ancien Haut-Canada). Les conservateurs canadiens anglais exigeront que le gouverneur Elgin utilise son droit de véto pour bloquer cette loi. Devant le refus d'Elgin, les tories manifesteront et ces émeutes vont dégénérer jusqu'à l'incendie du parlement de Montréal.  Ce sera la majorité à la Chambre d'Assemblée, les réformistes de Baldwin et Lafontaine, qui remporteront la partie et le projet d'indemnisation suivra son cours. Voir Incendie de l'hôtel du Parlement à Montréal.